# Mogrus albogularis
Mogrus albogularis là một loài nhện trong họ Salticidae.
Loài này thuộc chi Mogrus. Mogrus albogularis được Eugène Simon miêu tả năm 1901.